# Landbouwschap

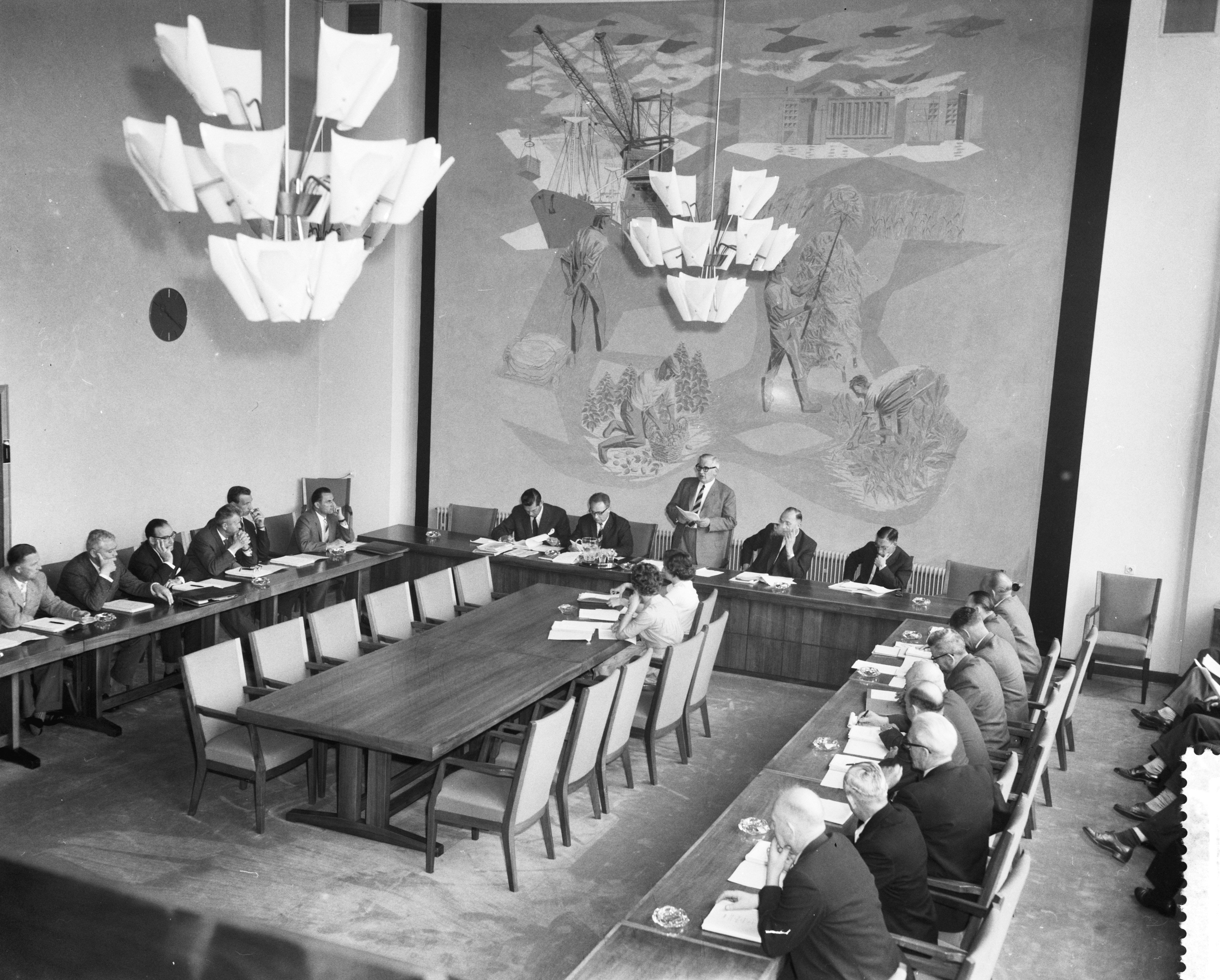
Installatie nieuwe voorzitter van het Landbouwschap A W Biewenga in 1960

Het Landbouwschap was een Nederlandse organisatie waarin werkgevers en werknemers uit de landbouw samenwerkten die tussen 1954 en 2000 heeft bestaan. Het was een van de pijlers van wat wel als het 'Groene front' wordt aangeduid. Ander pijlers zijn de overheid (de politieke top en de ambtenaren van het Ministerie van Landbouw, de met landbouw belaste politici in de diverse parlementen), de boerenorganisaties (destijds de verzuilde centrale landbouworganisaties of standsorganisaties, tegenwoordig de LTO), het agrarische bedrijfsleven (de toenmalige productschappen voor de landbouw, de landbouwindustrie waaronder de handelspartijen en de toeleverende en verwerkende industrie), de Rabobank en landbouwvoorlichtings- onderwijs- en onderzoeksorganisaties.

## Start
Na de Tweede Wereldoorlog voerde de Nederlandse regering een actief landbouwmoderniseringsbeleid: via mechanisering, schaalvergroting en een actieve prijspolitiek moest de Nederlandse agrarische sector concurrerend op de wereldmarkt worden. 
In 1945 werd in overleg met de centrale landbouworganisaties (CLO's), CBTB, KNBT en KNLC) daartoe de ‘Stichting voor de Landbouw’ opgericht die een publiekrechtelijke bedrijfsorganisatie voor de land- en tuinbouw op diende te zetten. Toen de voor de instelling van dergelijke organisaties benodigde wetgeving in 1950 tot stand kwam en de mede voor de uitvoering hiervan bedoelde Sociaal Economische Raad (SER) was ingesteld kon met de oprichting van dit type organisaties worden begonnen. In 1954 werd het Landbouwschap opgericht. Hierin hadden de drie werknemersorganisaties net als de CLO's elk een stem, maar het schap was vooral een overleg orgaan van de drie centrale landbouworganisaties. Naast het Landbouwschap ontstonden vele andere publiekrechtelijke bedrijfsorganisatieorganisatie, productschappen en bedrijfschappen. Deze wortelden alle in het bedrijfsleven maar hadden tot doel het algemeen belang te dienen. Veel van deze schappen betroffen landbouw of voedsel zoals de Productschappen  Akkerbouw, Diervoeder, Tuinbouw en Vis en de Bedrijfschappen voor voor het Slagersbedrijf, de Visconservenindustrie, de Handel in Tuinbouwzaden de Margarine-industrie. De schappen kregen veel bevoegdheden, zoals het uitvoeren van overheidsregelingen, waaronder het verstrekken van gelden en het opleggen van heffingen.

## Positie en taken
Het Landbouwschap vormde tientallen jaren de spin in het web van agrarisch Nederland en gaf mede vorm aan het landbouwbeleid.Het schap kende verschillende afdelingen  en participeerde in talloze netwerken die te maken hadden met landbouw. Het Landbouwschap had afdelingen voor onder meer Sociale Zaken, Akkerbouw, Veehouderij en Tuinbouw, en daarnaast diverse commissies. Ook waren  er  twaalf  provinciale  Stichtingen  voor  de  Landbouw. Er waren tientallen mensen in dienst en in bijvoorbeeld 1969 bedroegen de uitgaven ongeveer 45 miljoen gulden. Het Landbouwschap vertegenwoordigde zowel boeren als landarbeiders en had een aantal taken van hun organisaties overgenomen, van de standsorganisaties of CLO’s en van de landarbeidersbonden.  Het behartigde met name de collectieve belangen en  was verder nauw betrokken bij onderwijs, voorlichting en politiek.
Het Landbouwschap was vertegenwoordigd in meer dan 100 organisaties, als lid of adviseur.
Belangrijk thema waar het schap zich mee bezighield was het nationale, Europese en internationale landbouwbeleid, vooral het markt-, prijs- en structuurbeleid. Daarnaast besteedde het veel aandacht aan maatregelen betreffende kwaliteits- en gezondheidsverbetering, lonen en arbeidsvoorwaarden en niet in de laatste plaats het grondgebruik, zoals planologie, landaanwinning en ontginning. Hoewel het geen centrale thema's waren, hoorden ook natuur-, landschaps- en milieubescherming tot de taken. Na 1987 heeft het vooral aangaande de mestproblematiek een actieve rol gespeeld.

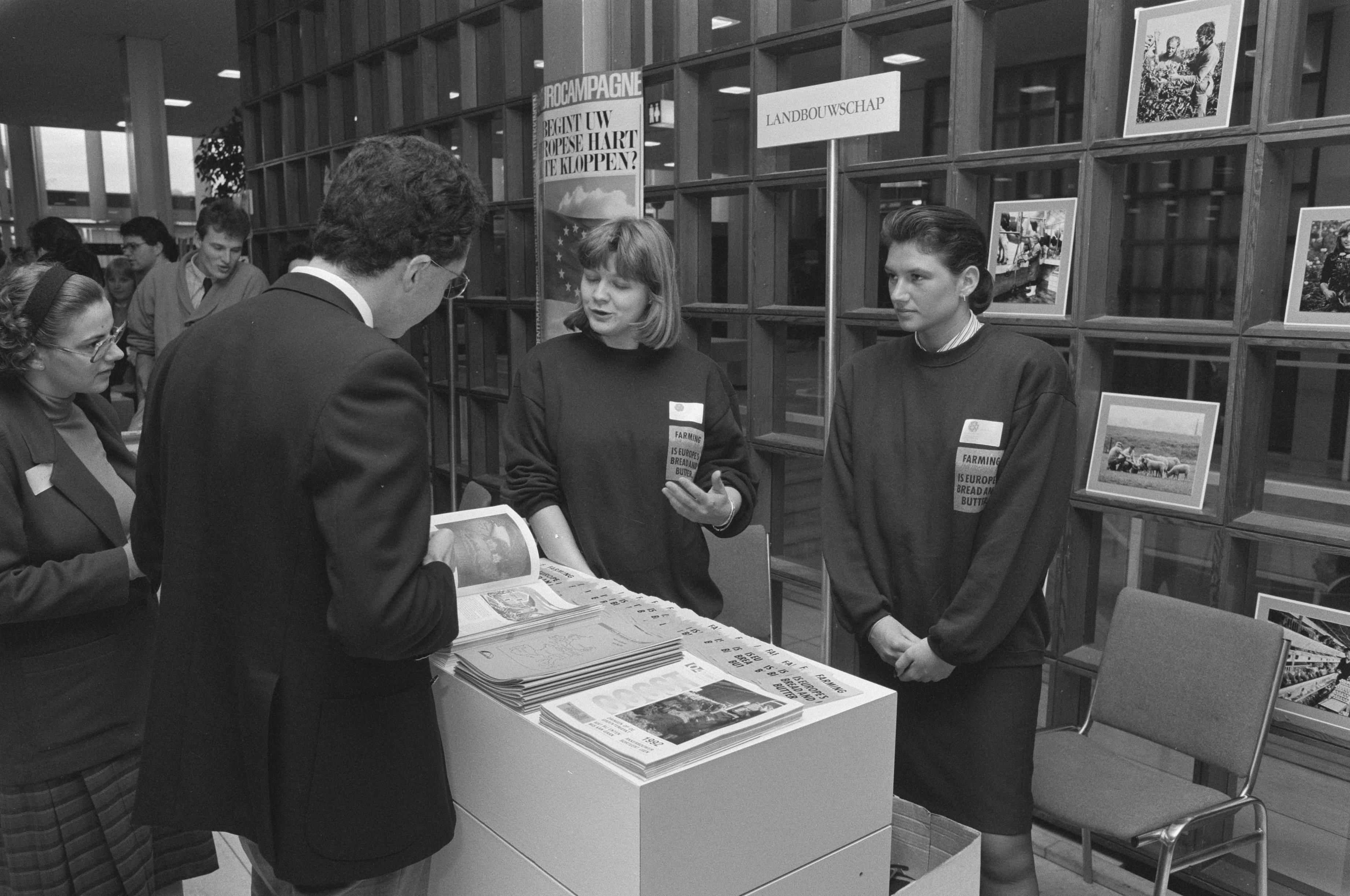
stand van het Landbouwschap op Europa 1992

## Boerenpartij
In de jaren 1960 kwam er veel kritiek op het Landbouwschap. Het zou niet de belangen van de boeren dienen maar dat van de overheid en andere grote partijen. Door de nadruk op schaalvergroting zou het de bedrijfsvoering van kleine boeren belemmeren, die vreesden voor hun bestaan. Dat alle boeren lid moesten zijn van het schap en verplicht heffingen moesten betalen, versterkte de wrevel. Het Landbouwschap werd in korte tijd een symbool voor wat door sommige boeren als een veel te grote bemoeizucht van de rijksoverheid met de landbouwsector werd gezien  Het leidde tot opstanden, een concurrerende vereniging en een eigen politieke partij voor boeren, de Boerenpartij onder leiding van Hendrik Koekoek.

## Einde
Nadat steeds meer taken van het Landbouwschap door LTO Nederland werden overgenomen, is het schap in 2000 zonder veel ophef bij Koninklijk Besluit opgeheven.  In het verlengde hiervan werden ook de productschappen opgeheven. Algemene kritiekpunten op deze schappen waren dat de beoogde zelfregulering uitbleef, er marktverstoring optrad, de sectoren die werden vertegenwoordigd niet meer zo duidelijk afgegrensd bestonden, dat de bevoegdheden, met name de heffingen, te groot waren en dat ze maar in beperkte mate werkgevers en werknemers vertegenwoordigden en  in het geheel niet andere belangrijke maatschappelijke groepen zoals milieuorganisaties. De taken werden overgenomen door andere belangenorganisaties  of, in het geval van uitvoering van regels e.d., Rijksdienst voor Ondernemend Nederland en de voorlopers daarvan.